# Vincent Gagnon
 (mai 2023).
La mise en forme du texte ne suit pas les recommandations de Wikipédia : il faut le « wikifier ».
Les points d'amélioration suivants sont les cas les plus fréquents :
- Les titres sont pré-formatés par le logiciel. Ils ne sont ni en capitales, ni en gras.
- Le texte ne doit pas être écrit en capitales (les noms de famille non plus), ni en gras, ni en italique, ni en « petit »…
- Le gras n'est utilisé que pour surligner le titre de l'article dans l'introduction, une seule fois.
- L'italique est rarement utilisé : mots en langue étrangère, titres d'œuvres, noms de bateaux, etc.
- Les citations ne sont pas en italique mais en corps de texte normal. Elles sont entourées par des guillemets français : « et ».
- Les listes à puces sont à éviter, des paragraphes rédigés étant largement préférés. Les tableaux sont à réserver à la présentation de données structurées (résultats, etc.).
- Les appels de note de bas de page (petits chiffres en exposant, introduits par l'outil «  Source ») sont à placer entre la fin de phrase et le point final[comme ça].
- Les liens internes (vers d'autres articles de Wikipédia) sont à choisir avec parcimonie. Créez des liens vers des articles approfondissant le sujet. Les termes génériques sans rapport avec le sujet sont à éviter, ainsi que les répétitions de liens vers un même terme.
- Les liens externes sont à placer uniquement dans une section « Liens externes », à la fin de l'article. Ces liens sont à choisir avec parcimonie suivant les règles définies. Si un lien sert de source à l'article, son insertion dans le texte est à faire par les notes de bas de page.
- La présentation des références doit suivre les conventions bibliographiques. Il est recommandé d'utiliser les modèles {{Ouvrage}}, {{Chapitre}}, {{Article}}, {{Lien web}} et/ou {{Bibliographie}}. Le mode d'édition visuel peut mettre en forme automatiquement les références.
- Insérer une infobox (cadre d'informations à droite) n'est pas obligatoire pour parachever la mise en page.

Pour une aide détaillée, merci de consulter Aide:Wikification.
Si vous pensez que ces points ont été résolus, vous pouvez retirer ce bandeau et améliorer la mise en forme d'un autre article.
Vincent Gagnon est un pianiste, claviériste et compositeur canadien originaire de Cap-Chat et établi dans la Ville de Québec (Québec).

## Biographie
Il suit des cours de piano classique dès l’âge de 7 ans et un ami guitariste l'initie au jazz pendant ses études universitaires en génie électrique. Lorsque l’entreprise où il travaille coupe des postes, il choisit de faire carrière en musique.
Très actif sur les scènes de Québec dans des projets variés, il est avant tout un pianiste de jazz et l'obtention d'une bourse lui donne l'occasion de développer ses qualités de compositeur et de meneur. En 2009 parait son premier album Bleu Cendre où il collabore avec Guillaume Bouchard (contrebasse), Alain Boies (saxophones), François Côté (batterie) et Michel Côté (saxophone, clarinette basse).
En 2012, accompagné par Alain Boies (saxophones soprano et alto), Michel Côté (saxophone ténor), Guillaume Bouchard (contrebasse) et Michel Lambert (batterie), il offre son 2e album, "Himalaya", notamment inspiré de poètes de la Ville de Québec.L'album sera mis en nomination pour le prix Opus de l’album jazz de l’année.
Son 3e album "Tome III - Errances" est enregistré devant public au Palais Montcalm et parait en 2014. Il réunit ses compositions nourries de voyages à l’étranger.
En mars 2020, à la suite d'une tournée interrompue en raison de l'urgence sanitaire, il se retrouve en quarantaine avec le batteur Pierre-Emmanuel Beaudoin et les deux musiciens en profitent pour composer les pièces d’un album instrumentalqui sortira en 2022 sous le nom de "Ping Pong Go".
On retrouve également Vincent Gagnon sur scène et sur disque avec Keith Kouna, Tire le Coyote, Hubert Lenoir, Lou-Adriane Cassidy, Émilie Clepper, Paule-Andrée Cassidy, Raoûl Duguay, Gabrielle Shonk, Jennifer Tremblay, Annie Poulain, Virginie Hamel, le Phò Trio, la Ligue d’improvisation musicale de Québec et bien d’autres.

## Prix
- Prix Étoiles-Galaxie de Radio-Canada au Festival de jazz de Montréal en (2009)
- Prix résidence Ville de Québec à Rideau (2010)[2]
- Prix Lumière lors du Gala Artisti (2021)[11]
- Album expérimental de l’année au GAMIQ pour Ping Pong Go (2022)[12]

## Discographie
Il a sorti 3 albums à son nom :
- Bleu Cendre (2009) ;
- Himalaya (2012) ;
- Tome III Errances (2014).

Et a notamment contribué aux albums, EP et titres suivants :
- André Larue, Larue du Jazz (2007)[13]
- Annie Poulain, Saoûlé à l'autre (2009)[14]
- Keith Kouna, Du plaisir et des bombes (2012)[15]
- Keith Kouna, Le voyage d'hiver (2013)[16]
- Paule-Andrée Cassidy, Libre échange (2014)[17]
- Paule-Andrée Cassidy, Vingt ans (2014)[18]
- Lou-Adriane Cassidy, Ça va ça va (2017)[19]
- Tire le Coyote, Désherbage (2017)[20]
- Hubert Lenoir, Darlène (2017)[21]
- Keith Kouna, Bonsoir Shérif (2017)[22]
- Annie Poulain, 10 pianos, une voix (2018)[23]
- Émilie Clepper, La grande migration (2018)[24]
- Lou-Adriane Cassidy, C'est la fin du monde à tous les jours (2018)[25]
- Juste Robert, Mon mammifère préféré (2018)[26]
- Ariane Roy, Avalanche (n.f.) (2020)[27]
- Mélodie Spear, Fabulations (2020)[28]
- Lou-Adriane Cassidy, Lou-Adriane Cassidy vous dit : Bonsoir (2021)[29]
- Apophis, Apophis (2021)[30]
- Marco Ema, Où nos corps s'en vont mourir (2021)[31]
- Rick et les bons moments, Saint-Rita (2022)[32]
- Gab Paquet, Vies antérieures (2022)[33]
- Ariane Roy, Médium plaisir (2022)[34]
- Ping pong go, Ping pong go (2022)[9]

Plusieurs de ces parutions ont été mises en nomination ou ont remporté des prix importants (ADISQ, Junos, Polaris, GAMIQ),,,